# 真船勝博
真船 勝博（まふね かつひろ、2月1日 - ）は、日本のベーシスト。大阪府出身。

## 人物
EGO-WRAPPIN'のサポートバンド・THE GOSSIP OF JAXXの活動を中心に、CHEMISTRYやレキシなど様々なアーティストのライブやレコーディングに参加しているセッションベーシスト。またyui率いるFLOWER FLOWERやジャズパンクバンドFIB JOURNAL、EGO-WRAPPIN'のサポートメンバーにより結成されたUNDER CURRENTなどのバンド活動も行っている。

## 略歴
高校1年の春、友人にバンドを組もうと誘われ、エレキギターなど他の楽器に全く見向きもせずエレキベースを始める。
大学入学後、ジャズ研に入部し、ウッドベースも始める。ジャズだけでなくファンクやソウル、フュージョン、ポップス等のバンドを掛け持ちする。ジャズ研の部長だった武嶋聡がEGO-WRAPPIN'のサックス奏者だったこともあり、在学中の2000年よりサポートを始める。26歳の時に他のメンバーに遅れて上京。
2002年、東京・大阪でUNDER CURRENTが初のライブを敢行する。
2005年、F.I.B JOURNALに正式加入。
2013年、yuiを中心に結成されたFLOWER FLOWERに参加。
2019年、「1億人の大質問!?笑ってコラえて!」の「高そうな犬を連れている人はきっとセレブに違いないの旅SP」という企画にて、一般人として奥さんと愛犬レインと共に街頭インタビューを受けた。

## 参加バンド
- THE GOSSIP OF JAXX
EGO-WRAPPIN'のサポートバンド。
- EGO-WRAPPIN' AND THE GOSSIP OF JAXX
THE GOSSIP OF JAXX とEGO-WRAPPIN'とのコラボバンド。EGO-WRAPPIN'名義では中納良恵と森雅樹の2人を指すが、"AND THE GOSSIP OF JAXX"が付くと全員がバンドメンバーという形態になる[2]。
- UNDER CURRENT
EGO-WRAPPIN'のサポートメンバー（真船勝博、武嶋聡、ハタヤテツヤ、末房央）により結成された4人組インストバンド。
- F.I.B JOURNAL
山崎円城により結成されたトリオ編成のポエトリージャズロックバンド。
- FLOWER FLOWER
シンガーソングライターのyuiがリスペクトするミュージシャンたちと共に結成した男女4人組のロックバンド。 mafumafu（まふまふ）名義で参加。

## 主なサポートワーク

### レコーディング
- Asa festoon
- Aimer
- 家入レオ
- ISEKI（キマグレン）
- TVアニメ『イナズマイレブン』オリジナルサウンドトラック
- Uru
- EGO-WRAPPIN'
- Every Little Thing
- 太田貴子
- 大山百合香
- 岡本真夜
- かかし
- 川畑要
- 城南海
- 岸洋祐
- 宜保和也
- キムスチョリ
- 木村竜蔵
- kiroro
- 木山裕策
- TVアニメ『GANGSTA.』オリジナルサウンドトラック
- 熊木杏里
- グランツーリスモ5 オリジナルゲーム･サウンドトラック
- Creppy Nuts
- クレイ勇輝
- ケツメイシ
- 小泉今日子
- 高鈴
- コブクロ
- 近藤夏子
- 斎藤朱夏
- 佐藤秀徳
- 酸欠少女さユり
- jenny01
- しばのまり子
- jimama
- Schroeder-Headz
- 白石涼子
- 菅田将暉
- STUDIO APARTMENT
- SMOOTH ACE
- sumika
- タイナカ彩智
- ダイスケ
- 高橋広樹
- 竹本健一
- タニザワトモフミ
- 竹原ピストル
- 種浦マサオ
- ChouCho
- テニスの王子様（忍足侑士）
- 転校少女
- 土岐麻子
- 所ジョージ
- 中川晃教
- 中田裕二
- nangi
- ハナレグミ
- 映画「人のセックスを笑うな」オリジナルサウンドトラック
- 普天間かおり
- BOO
- ドラマ「ブスの瞳に恋してる」オリジナル・サウンドトラック
- 「BLEACH THE BEST INSTRUMENTAL/JAM SET GROOVE」
- HEY!SAY!JUMP!
- 堀江里沙
- Mass Alert
- majiko
- 松原静香
- 真野恵里菜
- 三澤紗千香
- 満島ひかり
- 美波
- MINMI
- May J.
- metis
- モーニング娘。
- 森山良子
- 柳田久美子
- YU-A
- YUI
- yui
- 米津玄師
- 愛乙女☆DOLL
- RAVOLTA
- LOVE
- Rei
- LEOLA
- Rev. from DVL
- TVドラマ『ワカコ酒』サウンドトラック
- 若旦那

### ライブサポート
- arvin homa aya
- Asa festoon
- 阿部真央
- 絢香
- 井上苑子
- EGO-WRAPPIN'
- 大島花子
- 大塚愛
- 大山百合香
- GAKU-MC
- 川崎鷹也
- 宜保和也
- キマグレン
- 城南海
- 倉本美津留
- GLIM SPANKY
- クレイ勇輝（キマグレン）
- K
- CHEMISTRY
- 指田郁也
- 高鈴
- コブクロ
- 小柳ゆき
- 坂本美雨
- 佐藤千亜紀
- しばのまり子
- 鈴木愛理
- 鈴木てるみ
- STUDIO APARTMENT
- SUMIKA
- SMOOTH ACE
- ダイスケ
- 竹仲絵里
- Tani Yuuki
- 竹本健一
- 玉木宏
- 土岐麻子
- 中田裕二
- 中西保志
- 橋本昌彦
- Hanaboy
- ハナレグミ
- 一青窈
- 藤井風
- 僕が見たかった青空
- まきちゃんぐ
- 真山りか
- 美波
- ももいろクローバーZ
- 吉本新喜劇ィズ
- Luz fonte
- Rei
- レキシ（レキシネーム：パーマネント奉行）
- LOVE
- 矢井田瞳
- YUI
- YU-A
- 米津玄師
- 若旦那
- フィロソフィーのダンス

## 著作物

### 教則本
- 「すぐできる!男のコのための“超楽々”ベース塾」（2010年、ヤマハミュージックメディア）
- 「超初級 3日間で弾ける! ベース☆見るだけ入門」（2010年、ヤマハミュージックメディア）
- 「スタジオミュージシャン厳選 使えるベース・スケールまる覚え」（2011年、ヤマハミュージックメディア）

## アレンジ・サウンドプロデュース
美波
- 「フライハイト」
- 「DROP」
- 「この街に晴れはこない」
- 「君と僕の154小節戦争」
- 「グッドラッカー」
- 「ルードルーズダンス」
- 「BLANK POST」
- 「タイムグラム」
- 「Good Morning」

うる星やつら
- 「アイウエ(feat.美波 & SAKURAmoti)」

学園アイドルマスター
- 「Luna say maybe」

YUI
- 「feel my soul(NATURAL Ver.)」
- 「CHE.R.RY(NATURAL Ver.)」
- 「Rolling star(NATURAL Ver.)」
- 「Good-bye days(NATURAL Ver.)」
- 「GLORIA(NATURAL Ver.)」
- 「SUMMER SONG(NATURAL Ver.)」
- 「はだかのピエロ」